# Jimmy De Sana
Jimmy DeSana (12 de noviembre de 1949 – 27 de julio de 1990) fue un artista estadounidense y una figura clave en el arte punk y la escena New Wave de East Village de los años setenta y ochenta. La fotografía de DeSana ha sido descrita como "anti-arte" en su enfoque para capturar imágenes del cuerpo humano, de una manera que va desde "salvajemente explícita hasta puramente simbólica". DeSana fue colaborador cercano de la fotógrafa Laurie Simmons y del escritor William S. Burroughs, quien escribió la introducción a la colección de fotografías autoeditadas de DeSana, Submission. Su trabajo incluye la portada del álbum More Songs about Buildings and Food de Talking Heads, así como el LP de John Giorno, You're The Guy I Want To Share My Money With.

## Edad temprana y educación
DeSana nació en Detroit, Míchigan, en 1949. Creció en Atlanta, Georgia. Se mudó a Nueva York en 1972 después de estudiar fotografía en la Universidad de Georgia.

## Trabajo
DeSana comenzó a tomar fotografías siendo un adolescente, principalmente fotografiando a sus amigos y conocidos desnudos. Los retratos incluyeron figuras clave de la escena punk y New Wave de finales de la década de 1970 y principios de la de 1980 en Nueva York, como Kathy Acker, Laurie Simmons, Kenneth Anger, David Byrne, Brian Eno, Laurie Anderson, Debbie Harry y Patti Astor, entre otros.
Sus primeras fotografías fueron de sus amigos haciendo poses tontas y sexys en casas y jardines. Se mudó a Nueva York en 1973. DeSana continuó fotografiando el cuerpo humano como el tema principal. Trabajó en blanco y negro hasta 1980, década en la que comienza a experimentar con la fotografía en color. La serie Suburban de DeSana incluía fotografías escenificadas neosurrealistas de cuerpos desnudos y objetos mundanos.
La serie Remainders marcó un alejamiento del cuerpo humano hacia "objetos a través de la abstracción". La serie incluía artículos cotidianos como globos, harina y papel de aluminio iluminados de forma onírica en tonos espectrales. DeSana comenzó a realizar estos trabajos poco después de que le diagnosticaran de VIH en 1985.
Realizó numerosas exposiciones individuales, incluidas las de Wilkinson Gallery, Londres; Galería Pat Hearn, Nueva York; Galerie Jacques de Windt, Bruselas y Museo del siglo XX, Viena, Austria Además, DeSana participó en la exposición de PS1 de 1981 New York/New Wave comisariada por Diego Cortez, en la que figuraban artistas como Basquiat, Sarah Charlesworth y Kenny Scharf .
DeSana murió en 1990 de una enfermedad relacionada con el SIDA. La primera retrospectiva de DeSana en un museo está programada para el Museo de Brooklyn a fines de 2022. Posteriormente, se publicará un completo catálogo de la exposición.

## Patrimonio
Cuando DeSana murió en 1990, dejó su patrimonio a la fotógrafa y cineasta Laurie Simmons. El patrimonio fue coadministrado entre Simmons y la galería Salon 94 durante casi una década.
En 2022, se anunció que la propiedad ahora sería coadministrada con la galería PPOW.

## Exposiciones
En 2013, "Party Picks", una selección de fotografías de DeSana de 1975 a 1987, se expuso en la galería Salon 94.
En Pioneer Works, en 2016, se mostró un conjunto de fotografías de los archivos del artista. La cantante y escritora Johanna Fateman escribió: "[DeSana] perturbó interiores suburbanos con modelos desnudas en poses precarias, transformando objetos cotidianos, como accesorios BDSM, en sus cuadros elegantes y sobrios".
Al año siguiente, varias fotografías Cibachrome se mostraron en una exposición colectiva titulada "Lenguaje corporal" en la galería Company.
En 2020, "La invasión sodomita: experimentación, política y sexualidad en el trabajo de Jimmy DeSana y Marlon T. Riggs " se expuso en el Griffin Arts Project en North Vancouver, Columbia Británica.
La primera retrospectiva de DeSana en un museo está programada para el Museo de Brooklyn a fines de 2022. La retrospectiva mostrará las escenas artísticas, musicales y cinematográficas pioneras, aunque poco reconocidas, del artista en el centro de Nueva York durante las décadas de 1970 y 1980. La exposición está comisariada por el historiador de arte y curador Drew Sawyer junto a la artista Laurie Simmons.

## Publicaciones
- 101 nudes, impresiones offset en caja de carpeta personalizada, cincuenta y seis partes, cada una de 11 x 14 pulgadas, 1972/91[16]
- Submission, Introducción de William Burroughs, 1979[17]
- Jimmy DeSana: Suburban, texto de Laurie Simmons, Dan Nadel y Elisabeth Sussman, 2015[18]
- La invasión sodomita: experimentación, política y sexualidad en la obra de Jimmy DeSana y Marlon T. Riggs, 2022[14]
- Jimmy DeSana: Submission, editado con texto de Drew Sawyer, prefacio de Anne Pasternak y epílogo de Laurie Simmons, 2022

## Colecciones
- Instituto de Arte Contemporáneo, Boston, MA
- Museo Metropolitano de Arte, Nueva York
- Museo de Arte Contemporáneo, Chicago, IL
- Museo de Bellas Artes, Houston, TX
- Museo de Arte Moderno, Nueva York, NY
- Museo Whitney de Arte Americano, Nueva York, NY